# Battersea
Battersea – część Londynu, leżąca w gminie London Borough of Wandsworth. Battersea jest wspomniana w Domesday Book (1086) jako Patricesy.